# Tibagi
Tibagi, Aussprache [tibaˈʒi], ist ein brasilianisches Munizip im Inneren des Bundesstaats Paraná. Es hat 19.961 Einwohner (2022), die sich Tibagienser nennen. Seine Fläche beträgt 2.952 km². Es liegt 733 Meter über dem Meeresspiegel.

## Etymologie
Der Name des Ortes leitet sich vom Namen des Flusses Tibaji ab. Dieser kommt aus dem Tupi-Guarani. Er bedeutet Rio do Pouso (deutsch: Landungsfluss). Der französische Botaniker und Forschungsreisende Auguste de Saint-Hilaire vermutet 1820 in seinem Bericht über eine Reise in den Süden Brasiliens, dass der Begriff mit Markt für Beile übersetzt würde (Tiba = Handelsplatz, und ji = Beil). Nach der Auffassung des im Munizip Tibagi einheimischen Forschers Edmundo Alberto Mercer von 1934 würde der Tupí-Guaraní-Begriff der Kaingang jedoch viele Wasserfälle bedeuten (Tiba = viel, und ji = Wasserfälle).

## Geschichte

### Besiedlung

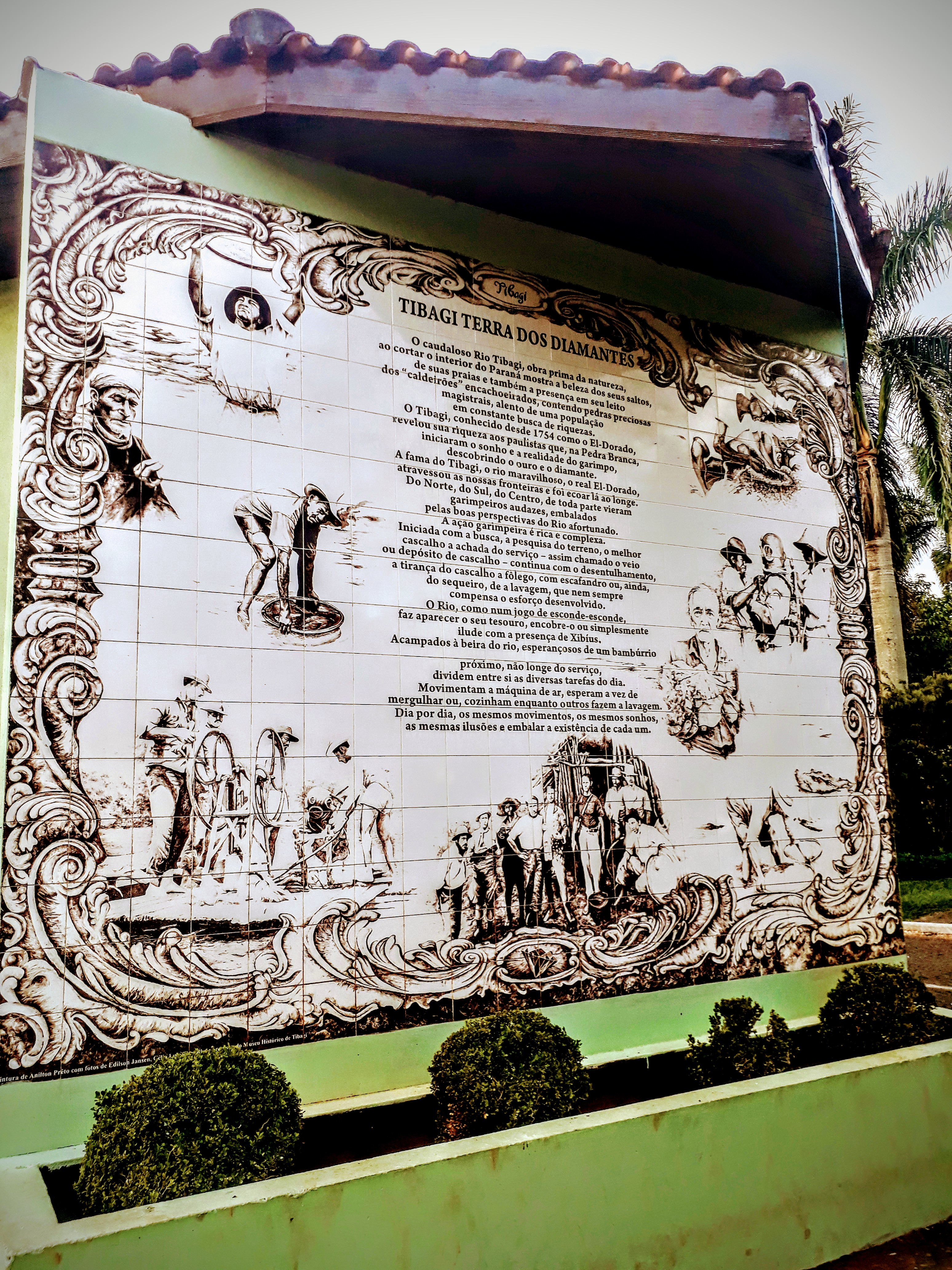
Goldgräberdenkmal in Tibagi

Bevor das Tibagi-Hinterland gerodet und besiedelt wurde, drangen zahlreiche Expeditionen und Bandeiras zu den Ufern des gleichnamigen Flusses und in fast alle Richtungen des riesigen Tibagi-Gebiets vor. Seit frühester Zeit war bekannt, dass der Fluss Gold und eine enorme Menge an Edelsteinen, vor allem Diamanten, enthielt. Dies war der Grund für die zahlreichen Expeditionen, die seit den Anfängen der Erkundung des Landesinneren von Bandeiras aus São Paulo und später aus Curitiba unternommen wurden. Die Gründung eines Dorfes in der Region Tibagi wurde jedoch erst im letzten Jahrzehnt des 18. Jahrhunderts in Angriff genommen.
Die ersten Einwohner von Tibagi stammten aus São Paulo. Ihre Ansiedlung in der Region verlief langsam und es dauerte mehrere Jahre, bis der Standort des Dorfes endgültig feststand.
Antonio Machado Ribeiro, der Gründer der Stadt, kam 1782 in Begleitung seiner Familie aus São Paulo. Nachdem er sich auf diesen Ländereien niedergelassen hatte, tauchte dort auch Oberst José Félix Novaes do Canto auf, der sich in dem Ort Monte Alegre niederließ. Er dehnte seinen Herrschaftsbereich ins Landesinnere aus und eröffnete zusammen mit Ribeiro einen Weg zum rechten Ufer des Tibagi. Ribeiro ärgerte sich darüber, dass er seinen Landbesitz nicht legalisieren konnte. Er beschloss, sich auf dem Grasland am anderen Ufer niederzulassen nahe dem Ort, an dem sich die Stadt Tibagi befindet. Auch dort erlitt Ribeiro viele Rückschläge durch die Ureinwohner.
Nach den Schwierigkeiten, die Ribeiro und seine Familie durchmachten, beschloss er, das Land vom Rio Pinheiro Seco bis zum Steilufer des Rio Santa Rosa in Besitz zu nehmen und dort verschiedene Kulturen anzupflanzen, darunter auch Baumwolle, aus der er Stoffe für den Eigengebrauch webte. Mit der Ankunft anderer Familien waren die Ureinwohner schließlich gezwungen, sich weiter ins Innere des Sertão zurückzuziehen.
Der Ort wurde 1846 zur Freguesia (deutsch: Gemeinde) im Munizip Castro erhoben.

### Erhebung zum Munizip
Tibagi wurde durch das Provinzialgesetz Nr. 302 vom 18. März 1872 aus Castro ausgegliedert und in den Rang einer Vila (1897: Cidade) erhoben. Es wurde am 10. Januar 1873 als Vila installiert.

## Geografie

### Fläche und Lage
Tibagi liegt auf dem Segundo Planalto Paranaense (der Zweiten oder Ponta-Grossa-Hochebene von Paraná). Seine Fläche beträgt 2952 km². Es liegt auf einer Höhe von 733 Metern.

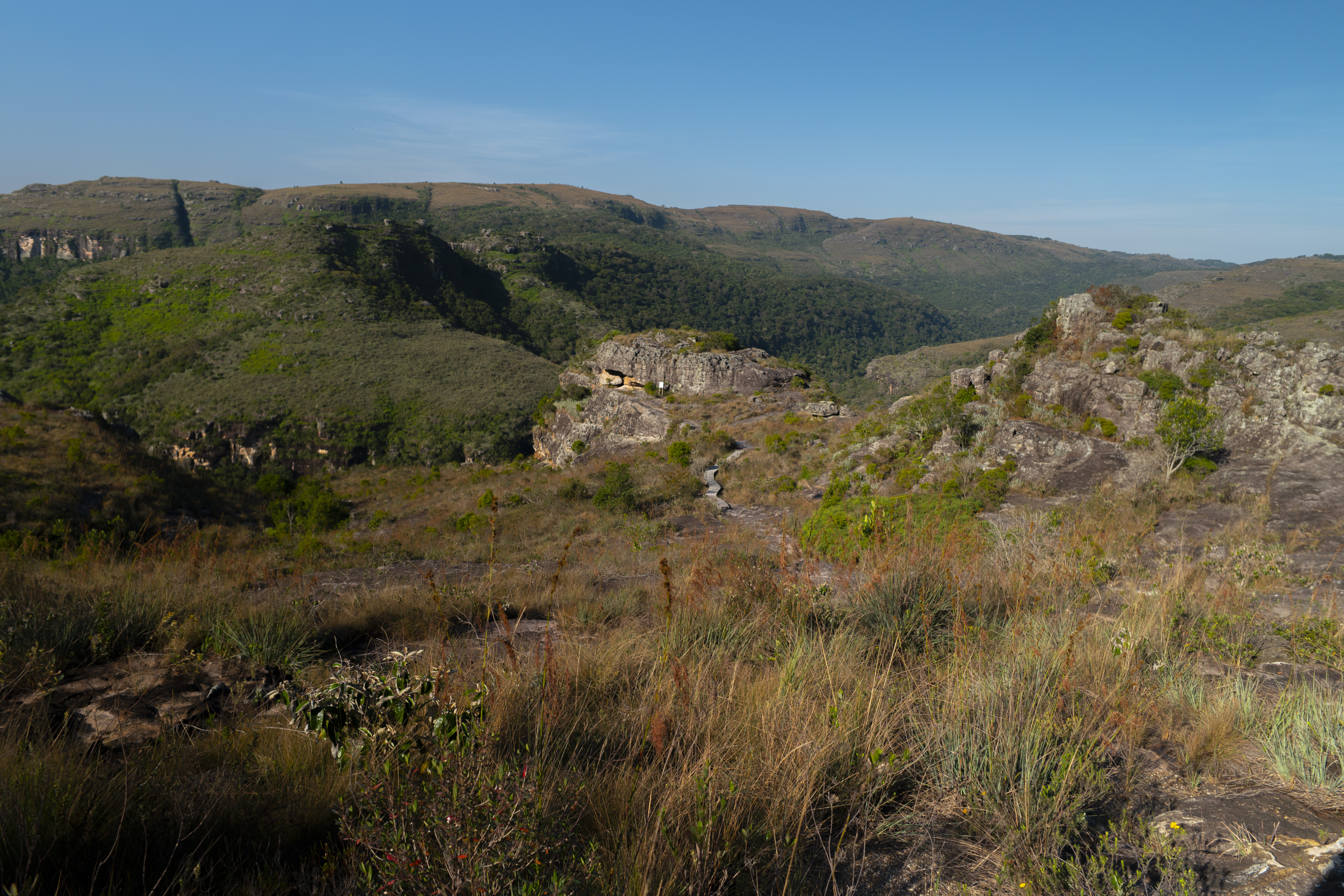
Typische Vegetation in der Landschaft um Tibagi

### Vegetation
Das Biom von Tibagi ist Mata Atlântica.

### Klima
Das Klima ist gemäßigt warm. Es werden hohe Niederschlagsmengen verzeichnet (1371 mm pro Jahr). Im Jahresdurchschnitt liegt die Temperatur bei 18,9 °C. Die Klimaklassifikation nach Köppen und Geiger lautet Cfb.

### Gewässer

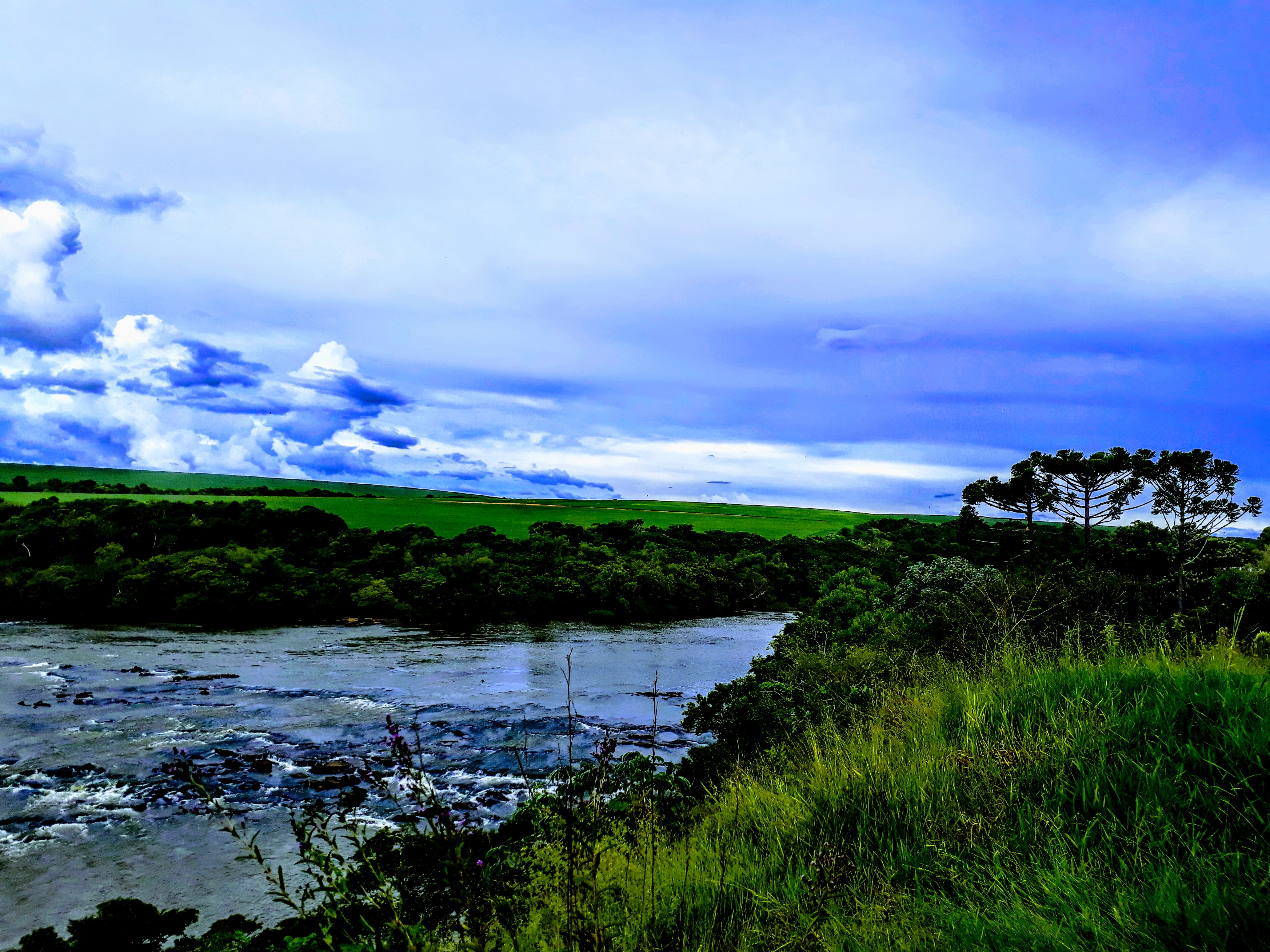
Rio Tibaji im Munizip Tibagi

Tibagi liegt im Einzugsgebiet des Rio Paranapanema. Der namengebende linke Nebenfluss Tibaji durchfließt das Munizip von Süd nach Nord, die Stadt liegt an seinem linken Ufer.
Der Rio Alegre begrenzt zusammen mit seinem linken Zufluss Rio Paisquera das Munizip im Norden zu Telêmaco Borba. 
Der Rio Iapó durchquert das Munizip von Castro kommend bis zu seiner Mündung in den Rio Tibaji im Norden des Stadtgebiets.
Der Rio Capivari entspringt im Westen des Munizips und mündet südlich der Stadt von links in den Rio Tibaji. 
Weitere Flüsse sind Rio Fortaleza, Rio Imbaú, Rio Capivari-Mirim, Rio Água Comprida, Rio do Palmito, Rio do Sabão, Rio Lajeadinho, Rio Pinheiro Seco und Rio Santa Rosa. Weitere Gewässer sind die Arroios das Antas, da Cotia, das Cavernas, do Atalho, do Barroso, do Guardinha, do Passo, dos Pampas, Ingrata, Lajeado do Tigre, Pedra Branca, São Domingos, dos Macacos, Taboão und Tigrinho.

### Straßen
Tibagi ist über die PR-153 mit Ventania im Norden und Ponta Grossa im Süden verbunden. Über die PR-340 kommt man im Südosten nach Castro. Die Rodovia do Café (BR-376) durchquert den Westen des Munizipgebiets zwischen Imbaú und Ponta Grossa. Die PR-441 verbindet Reserva mit der BR-376. 
Durch Tibagi verlief seit vorkolumbischen Zeiten die Hauptroute des Peabiru-Wegs vom Atlantik nach Peru. Sie führte von São Vicente über São Paulo nach Foz do Iguaçu und Asunción und berührte dabei Tibagi. Nach der Zerstörung der Reduktionen, die die Jesuiten im heutigen Paraná zum Schutz der Ureinwohner eingerichtet hatten, geriet der Weg in Vergessenheit.

### Nachbarmunizipien
| Telêmaco Borba   | Ventania                                    |                                   |
| Imbaú            | Kompassrose, die auf Nachbargemeinden zeigt | Piraí do Sul                      |
| Ivaí und Reserva | Ipiranga                                    | Castro, Carambeí und Ponta Grossa |

## Stadtverwaltung

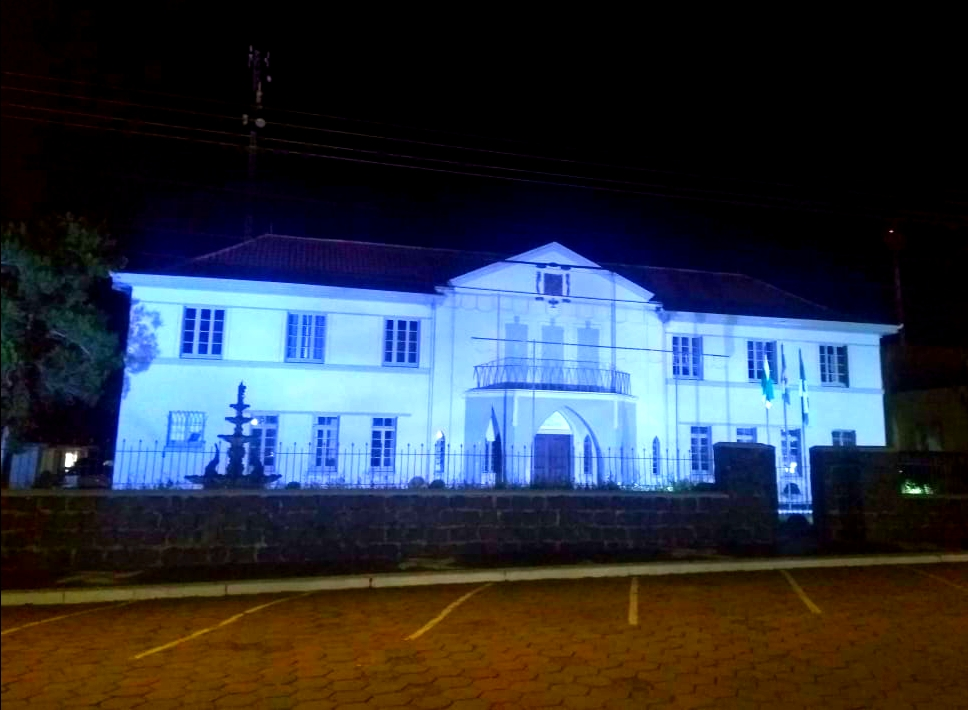
Palácio do Diamante, Sitz der Präfektur

Bürgermeister: Artur Ricardo Nolte, PSC (2021–2024)
Vizebürgermeister: Jorge Cardoso, PTB (2021–2024)

## Demografie

### Bevölkerungsentwicklung
| Jahr | Einwohner | Stadt | Land |
| ---- | --------- | ----- | ---- |
| 1900 | 11.482    | 0 %   | 0 %  |
| 1920 | 35.628    | 0 %   | 0 %  |
| 1940 | 33.156    | 7 %   | 93 % |
| 1950 | 45.411    | 5 %   | 95 % |
| 1960 | 40.389    | 6 %   | 94 % |
| 1970 | 20.386    | 17 %  | 83 % |
| 1980 | 20.600    | 27 %  | 73 % |
| 1991 | 22.759    | 46 %  | 54 % |
| 2000 | 18.434    | 56 %  | 44 % |
| 2010 | 19.344    | 60 %  | 40 % |
| 2022 | 19.961    |       |      |

Quelle: IBGE (2011) und Volkszählung 2022

### Ethnische Zusammensetzung
| Gruppe * | 1991    | 2000    | 2010    | wer sich als …                                                                   |
| --- | ------- | ------- | ------- | -------------------------------------------------------------------------------- |
| Weiße | 77,9 %  | 77,9 %  | 63,9 %  | weiß bezeichnet                                                                  |
| Schwarze | 2,8 %   | 4,7 %   | 3,8 %   | schwarz bezeichnet                                                               |
| Gelbe | 0,2 %   | 0,1 %   | 0,6 %   | von fernöstlicher Herkunft wie japanisch, chinesisch, koreanisch etc. bezeichnet |
| Braune | 18,9 %  | 16,6 %  | 31,8 %  | braun oder als Mischung aus mehreren Gruppen bezeichnet                          |
| Indigene | 0,0 %   | 0,0 %   | 0,0 %   | Ureinwohner oder Indio bezeichnet                                                |
| ohne Angabe | 0,2 %   | 0,7 %   | 0,0 %   |                                                                                  |
| Gesamt | 100,0 % | 100,0 % | 100,0 % |                                                                                  |
| *) Das IBGE verwendet für Volkszählungen ausschließlich diese fünf Gruppen. Es verzichtet bewusst auf Erläuterungen. Die Zugehörigkeit wird vom Einwohner selbst festgelegt. |         |         |         |                                                                                  |

Quelle: IBGE (Stand: 1991, 2000 und 2010)

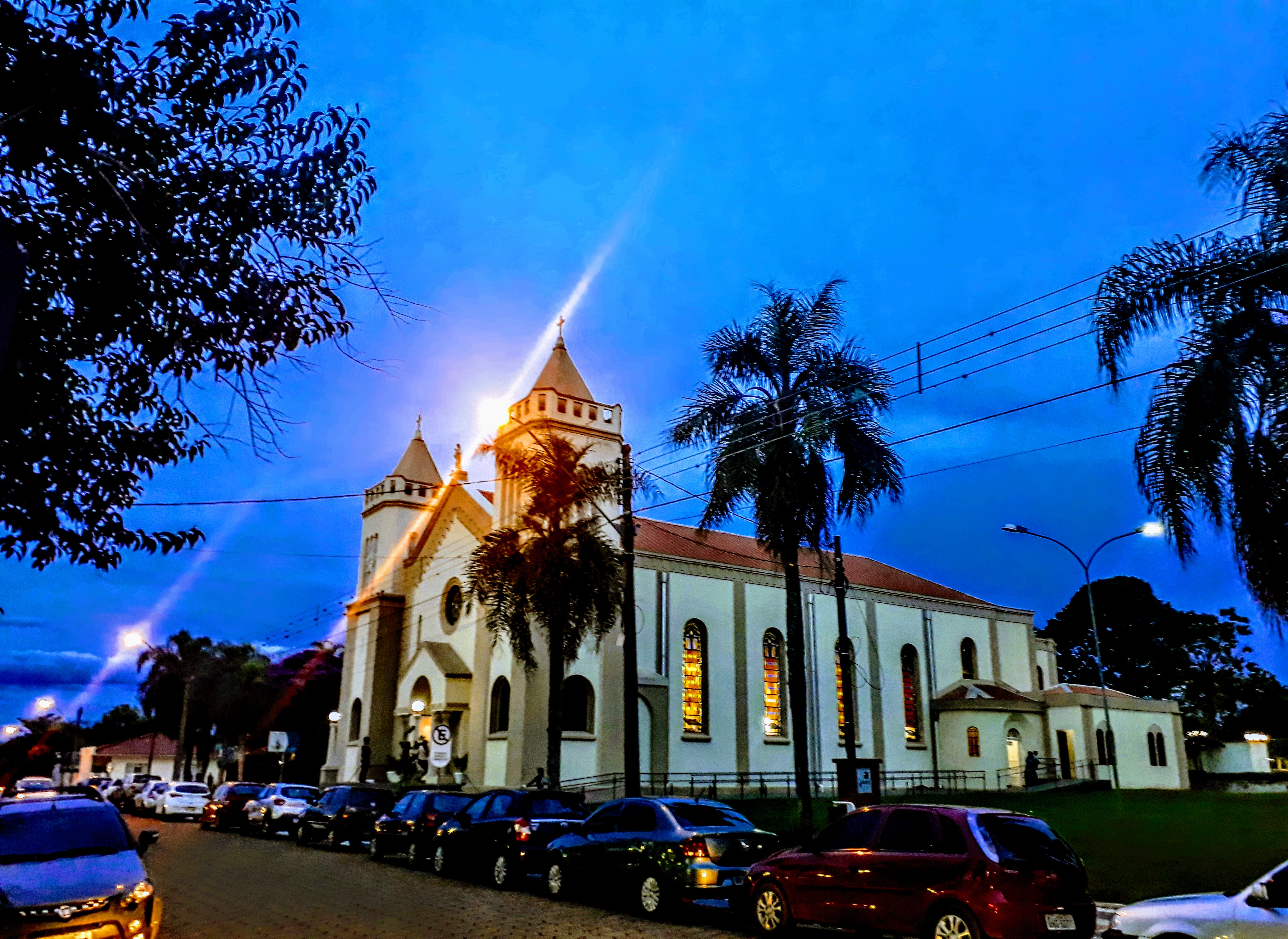
Igreja Matriz der Pfarrei Nossa Senhora dos Remédios in Tibagi

## Kultur und Sehenswürdigkeiten

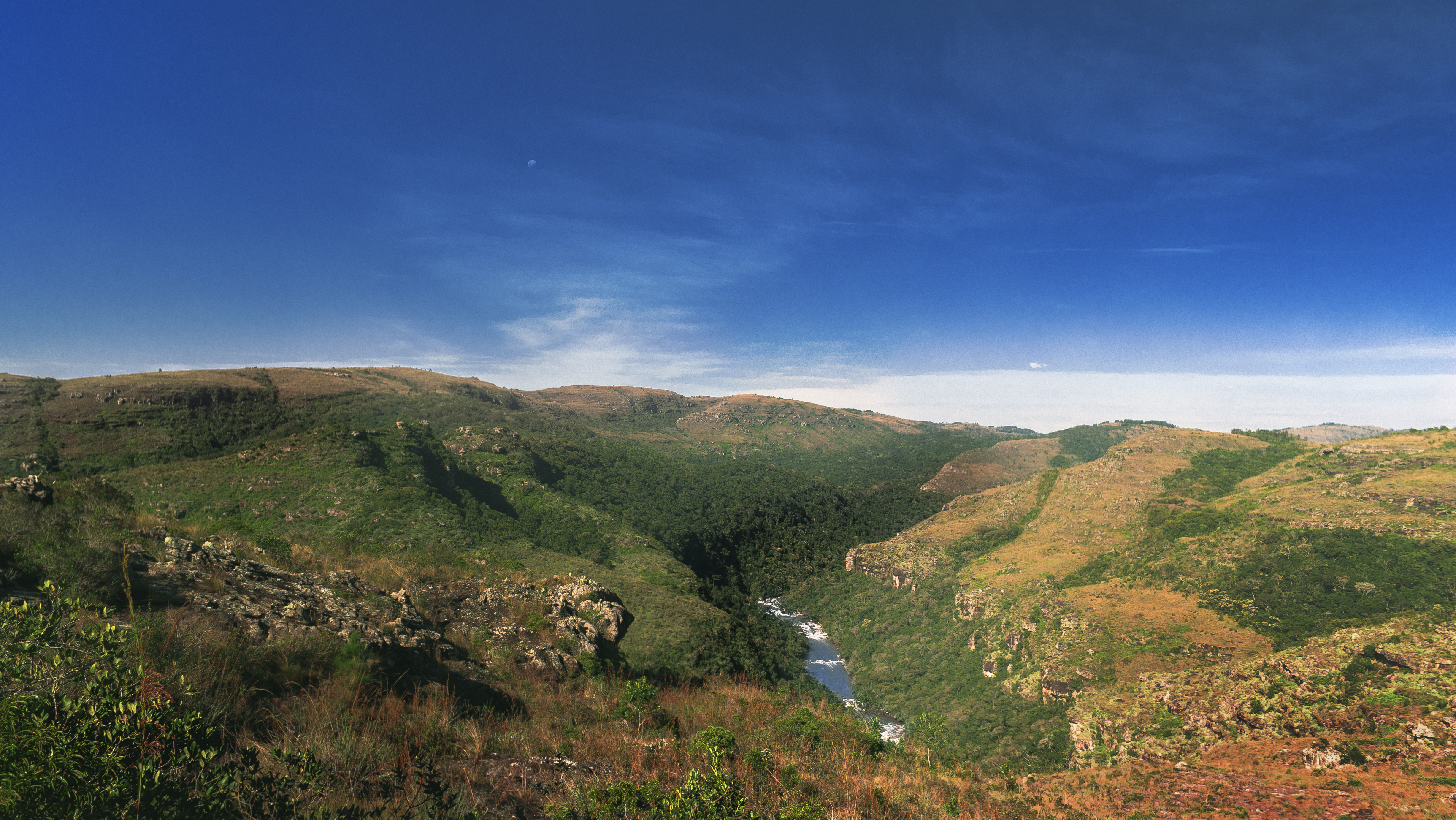
Guartelá-Canyon in Tibagi

### Stadtpfarrkirche
Die Igreja Matriz der Pfarrei Nossa Senhora dos Remédios wurde 1943 geweiht. Sie enthält von der ursprünglichen Kirche, die Frei Gaudêncio 1863 erbaut hatte, nur noch die Seitenwände.

### Museum
Das Museu Histórico Desembargador Mercer Junior ist auch als Diamantensuchermuseum bekannt. In einem historischen Gebäude wird der Diamantenzyklus und die Geschichte der Stadt dargestellt. Es handelt sich um eine der vollständigsten Sammlungen Paranás.

### Schutzgebiete
- Parque Estadual do Guartelá: Schutzgebiet innerhalb des Munizips mit 8 km²
- Área de Proteção Ambiental da Escarpa Devoniana mit dem Cânion da Igreja Velha: Umweltschutzgebiet über 3900 km², das sich auf den Campos Gerais über 13 Munizipien erstreckt.

### Wasserfälle
- Salto da Conceição: 20 m tiefer Wasserfall des Rio Tibaji an der Grenze zwischen Tibagi und Telêmaco Borba
- Salto da Cotia: 40 m tiefer Wasserfall an der Grenze zwischen Tibagi und Castro
- Salto Peludo: Wasserfall in der Nähe des Salto da Conceição, wo früher eine Fähre betrieben wurde und sich heute nhoch Spuren der Diamantenschürfer eines englischen Unternehmens finden
- Salto Puxa-Nervos: 50 m tiefer Wasserfall im Ortsteil Barreiro
- Salto Santa Rosa: 60 m tiefer Wasserfall im Ortsteil Barreiro, etwa 18 km von der Kernstadt entfernt
- Arroio da Ingrata: Historisches Wasserkraftwerk

### Regelmäßige Veranstaltungen
Tibagi hat ein umfangreiches Veranstaltungsprogramm, das mit dem hundertjährigen Karneval beginnt, dem besten auf den Campos Gerais, an dem Tausende von Besuchern, Touristen und Feiernden teilnehmen können.
Die traditionelle Caminhada Internacional na Natureza (Internationaler Naturspaziergang) führt auf einer Strecke von zwölf Kilometern an den Wasserfällen Santa Rosa und Puxa Nervos vorbei und bietet einen herrlichen Blick auf die Natur.
Die Pedalada Internacional na Natureza (Internationale Naturradeltour) führt auf 42 Kilometern an touristischen Attraktionen und Naturschönheiten vorbei.

### Kulinarische Spezialitäten
Die Tropeiros hinterließen der Stadt die Erinnerung an die Paçoca de carne. Sie wird aus Maniokmehl und Trockenfleisch zubereitet und mit verschiedenen Gewürzen sowie Araukarienkernen verfeinert. Dieses Gericht diente den Tropeiros als Verpflegung auf dem Viehtrieb von Rio Grande do Sul nach São Paulo.
Der traditionelle Maniokmehl-Knödel, im Volksmund als Bolinho „Dianssim“ bekannt, wird in Tibagi häufig gegessen. Er hat eine salzige und zugleich knusprige Note.
Das Carne no Tacho (deutsch: Fleisch im Topf) überzeugt Kenner durch seine vielfältigen Zutaten und seinen besonderen Geschmack. Das Gericht wurde bei Gastronomiewettbewerben ausgezeichnet.

## Wirtschaft

### Landwirtschaft
Die Landwirtschaft ist neben dem Fremdenverkehr der wichtigste Wirtschaftszweig der Stadt. Es werden 275.000 Tonnen Soja, 154.000 Tonnen Mais und 80.000 Tonnen Weizen erzeugt (2017). Das Munizip ist der größte Weizenproduzent Brasiliens.

### Wasserkraftwerk
Etwa drei 3 Kilometer oberhalb der Stadtmitte steht die Talsperre des Wasserkraftwerks Tibagi Montante, das 2019 in Betrieb genommen wurde. Es leistet 36 MW.

### Kennzahlen
Mit einem Bruttoinlandsprodukt pro Einwohner von 41.034,48 R$ (rund 9.100 €) lag Tibagi 2019 an 72. Stelle der 399 Munizipien Paranás.
Sein mittelhoher Index der menschlichen Entwicklung von 0,664 (2010) setzte es auf den 338. Platz der paranaischen Munizipien.